# Shanghai 6-timmars

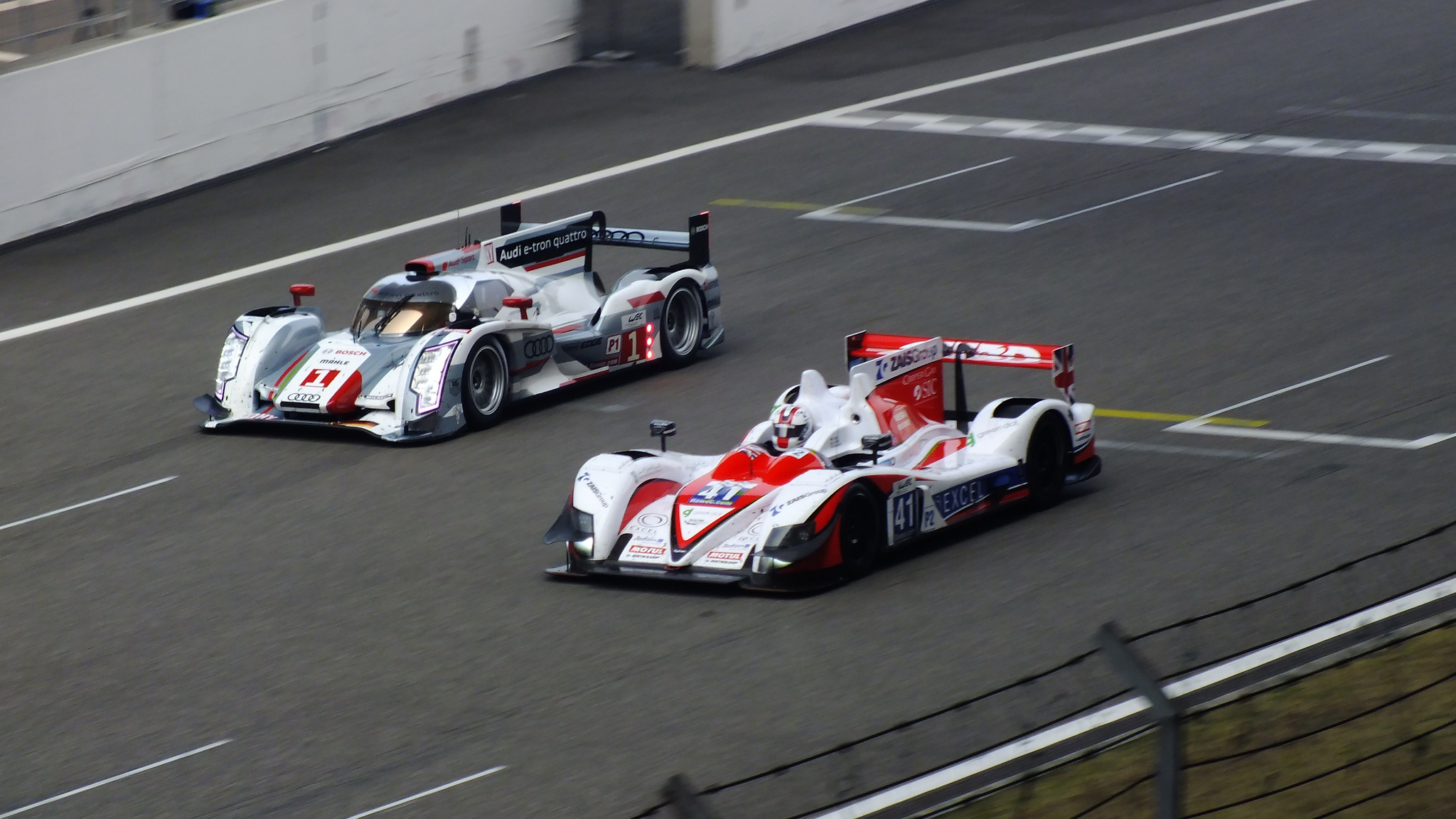
Shanghai 6-timmars 2012.

Shanghai 6-timmars är en långdistanstävling för sportvagnar som körs på Shanghai International Circuit i Shanghai, Kina.
Tävlingen ingår i FIA World Endurance Championship och kördes första gången säsongen 2012.

## Vinnare
| År                | Förare                                           | Bil                     | Mästerskap                       |
| Distans: 6 timmar | Distans: 6 timmar                                | Distans: 6 timmar       | Distans: 6 timmar                |
| ----------------- | ------------------------------------------------ | ----------------------- | -------------------------------- |
| 2012              | Alexander Wurz Nicolas Lapierre                  | Toyota TS030 Hybrid     | FIA World Endurance Championship |
| 2013              | André Lotterer Benoît Tréluyer Marcel Fässler    | Audi R18 e-tron quattro | FIA World Endurance Championship |
| 2014              | Anthony Davidson Sébastien Buemi                 | Toyota TS040 Hybrid     | FIA World Endurance Championship |
| 2015              | Timo Bernhard Brendon Hartley Mark Webber        | Porsche 919 Hybrid      | FIA World Endurance Championship |
| 2016              | Timo Bernhard Brendon Hartley Mark Webber        | Porsche 919 Hybrid      | FIA World Endurance Championship |
| 2017              | Sébastien Buemi Anthony Davidson Kazuki Nakajima | Toyota TS050 Hybrid     | FIA World Endurance Championship |
| 2018              | Mike Conway Kamui Kobayashi José María López     | Toyota TS050 Hybrid     | FIA World Endurance Championship |
| Distans: 4 timmar |                                                  |                         |                                  |
| 2019              | Gustavo Menezes Norman Nato Bruno Senna          | Rebellion R13-Gibson    | FIA World Endurance Championship |